# Пастуше
Пасту́ше — село в Україні, Тернопільська область, Чортківський район, Чортківська міська громада. Адміністративний центр колишньої Пастушівської сільської ради.

## Назва
Назва свідчить очевидно про рід занять мешканців. https://naurok.com.ua/kulturna-spadschina-ukra-nskogo-narodu-213329.html

## Герб та прапор
Символіка села пов’язана з переселенцями з Лемківщини. Частина з них переселена з Горлицького повіту, також у селі є ансамбль «Горлиця», тому це може уособлюватися птахом горлицею. Пастуший жезл-патериця додатково вказує на назву села (герб є промовистим).

## Розташування
Розташоване за 6 км від районного центру і найближчої залізничної станції Чортків. Неподалік села свій початок бере річка Ставки.
Територія — 1,48 км². Дворів — 155.

### Місцевості
- Добровідка — хутір, розташований за 2 км від села. У 1952 р. на хуторі — 13 дворів, 65 жителів. Частина мешканців переселена на проживання у Миколаївську область.
- Липники (раніше Малі та Великі Липники) — хутір, розташований за 2 км від села. У 1952 р. на хуторі — 27 дворів, 121 житель.

## Історія
Перша письмова згадка датована 1581 роком.
До 1939 р. діяли філії «Просвіти», «Сільський господар» та інших товариств, кооператива.
Під час німецько-радянської війни загинули або пропали безвісти у Червоній армії:
- Леон Барлюк (нар. 1923),
- Леон Бояновський (нар. 1926),
- Карпо Липовий (нар. 1907),
- Казимир М'ялковський.

З 19 лютого 2020 року Пастуше належить до Чортківської міської громади.
12 червня 2020 року, відповідно до розпорядження Кабінету Міністрів України № 724-р «Про визначення адміністративних центрів та затвердження територій територіальних громад Тернопільської області» увійшло до складу Чортківської міської громади.
19 липня 2020 року, в результаті адміністративно-територіальної реформи та ліквідації Чортківського району (1940—2020), увійшло до складу новоутвореного Чортківського району.

## Релігія
Є церква (2010) і капличка (1994) святого Івана Хрестителя.

## Населення
| Чисельність населення, чол. | Чисельність населення, чол. | Чисельність населення, чол. |
| 2007                        | 2014                        | 2018                        |
| --------------------------- | --------------------------- | --------------------------- |
| 430                         | 446                         | 450                         |

### Мова
Розподіл населення за рідною мовою за даними перепису 2001 року:
| Мова       | Кількість | Відсоток |
| ---------- | --------- | -------- |
| українська | 404       | 99.75%   |
| польська   | 1         | 0.25%    |
| Усього     | 405       | 100%     |

## Соціальна сфера, господарство
Працюють клуб, бібліотека, ФАП, нафтобаза, торговельний заклад.
У Пастушому підтримують давні традиції: щороку 7 січня ходить вертеп, 14 січня Маланка.
Працюють відокремлений підрозділ АТ «Поділля-Вторкольормет», фермерське господарство «Галайда», ПП «Гео-Минас».

## Транспорт
Східною околицею села пролягла залізниця Чортків–Іване-Пусте.

## Відомі люди

### Народилися
- Леонард Монастирський (нар. 1942) — культурно-освітній працівник, військовий моряк.